# کلینگ
کلینگ (به انگلیسی: Kelling) یک روستا و محله مدنی در بریتانیا است که در North Norfolk واقع شده‌است. کلینگ ۸٫۰۶ کیلومتر مربع مساحت و ۱۷۷ نفر جمعیت دارد.